# 清水基嗣
清水 基嗣（しみず もとつぐ、1977年7月14日 - ）は、日本のプロレスラー。

## 経歴
闘龍門の3期生として入門するも、怪我でデビューできずに闘龍門のスタッフとして働く日々が続いた。2000年2月26日、メキシコ・ナウパルカンでの荒井健一郎戦でデビュー。怪我から復帰して横須賀享とのシングルマッチでデビュー戦を行うものの、故障が再発したため、闘龍門時代はT2P興行で数試合を行ったのみであった。闘龍門分裂後はDRAGON GATEに移るも試合出場はせず退団。プロレスリングElDoradoや、みちのくプロレスで活動した。ElDoradoでは卍丸との試合で毎回のように試合会場の備品を壊しており、一種の名物となった。
2007年2月22日、卍丸と共に自主興行「清水・卍ナイト〜青春を取り戻せ!」を開催。賞金を手にしたが使い道は卍丸の肩の手術代とした。
2006年12月17日、みちのくプロレス・後楽園ホール大会でKen45°がバナナ千賀、精霊を折檻しているのを見かねて、それを諭す形で軍団Ken入り。勝手に副リーダーになる事を宣言。Kenは先輩が部下になることに困惑しているが先輩であるために逆らえず、千賀は後から軍団Kenに加入して来たのに副リーダーになることに納得できず、軍団Ken内部での抗争を展開した。
2008年12月、ElDoradoの解散により、フリーとなった。
2009年1月、元ElDorado所属選手を中心とした自主興行「プロレスリングSECRET BASE」を設立して自ら代表となった。
2009年以降は大日本プロレス等を主軸に、デスマッチやハードコアでも積極的に活動した。
2011年にSECRET BASEを団体化。

## 人物
デビュー以降裏方経験が長く、この経験を生かした団体運営を心掛けている。
ルーツを北方領土である国後島・東沸にもち、先祖の墓もあるため、叔父とともに2014年から不定期に訪問している。2020年のNHK取材には「元島民2世」と答えており、同地の日本人の墓地の修復運動に参加しているほか、返還運動にも力を入れている。
調布駅近くに2018年6月3日、メキシコ特産の蒸留酒メスカルを名物とする「Sports Bar Secret Oasis（スポーツバーシークレットオアシス）」をオープン。

## 得意技
ダブルアトミックボムズアウェイ
ダイビングフットスタンプと同型。
マシュマロヘッジホッグ
ネックロマンティック
メスカリンドライブ
メデューサヘッド
ケミカルクラッチ
アグネア

## タイトル歴
- GWC認定タッグ王座
- CAPTAIN OF THE SECRET BASE無差別級王座
- CAPTAIN OF THE SECRET BASE無差別級タッグ王座